# C. V. Sridhar
Chitthamoor Vijayaraghavalu Sridhar, noto come C. V. Sridhar (22 luglio 1933 – 20 ottobre 2008), è stato un regista, sceneggiatore e produttore cinematografico indiano.

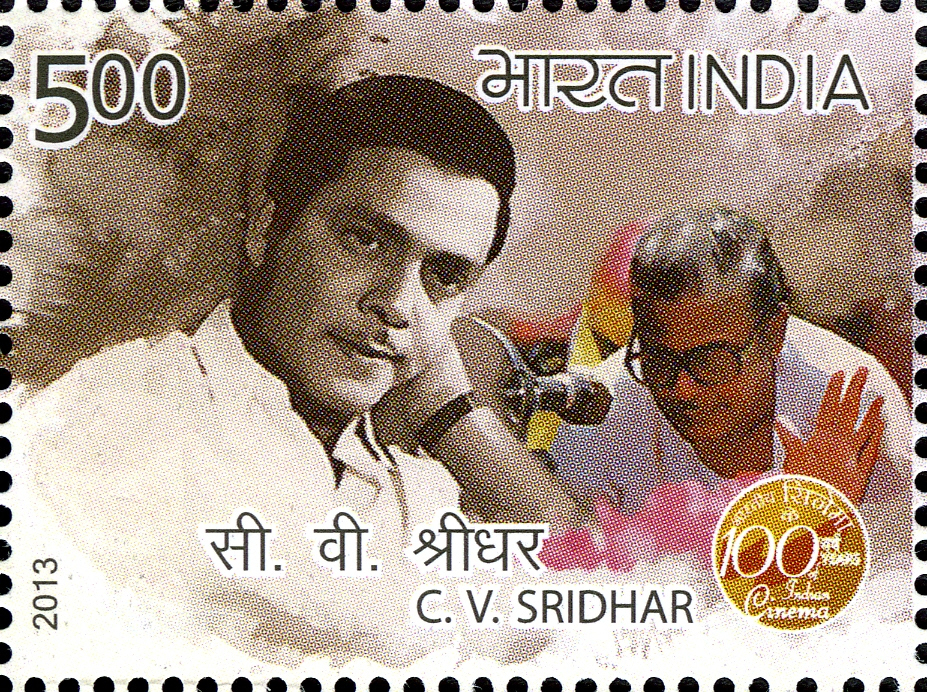
C. V. Sridhar

Come regista ha diretto 61 film dal 1959 al 1991. Ha all'attivo anche 30 film da sceneggiatore/dialoghista/soggettista e 11 da produttore.

## Filmografia parziale

### Regista
- Kalyana Parisu (1959)
- Vidivelli (1960)
- Pelli Kanuka (1960)
- Meenda Sorgam (1960)
- Then Nilavu (1961)
- Nazrana (1961)
- Sumaithaangi (1962)
- Policekaran Magal (1962)
- Nenjil Or Aalayam (1962)
- Nenjam Marappathillai (1963)
- Dil Ek Mandir (1963)
- Kalai Kovil (1964)
- Kadhalikka Neramillai (1964)
- Vennira Aadai (1965)
- Pyar Kiye Jaa (1966)
- Manase Mandiram (1966)
- Kodimalar (1966)
- Nenjirukkum Varai (1967)
- Nai Roshni (1967)
- Ooty Varai Uravu (1967)
- Saathi (1968)
- Sivandha Mann (1969)
- Uttharavindri Ulle Vaa (1970)
- Dharti (1970)
- Duniya Kya Jane (1971)
- Avalukendru Oru Manam (1971)
- Alaigal (1973)
- Gehri Chaal (1973)
- Urimaikural (1974)
- Vaira Nenjam (1975)
- Ninagai Nanu (1975)
- Lakshmi Nirdoshi (1975)
- Jagruthi (1975)
- Oh Manju (1976)
- Seeta Geeta Datithe (1977)
- Meenava Nanban (1977)
- Ilamai Oonjal Aadukirathu (1978)
- Vayasu Pilichindi (1978)
- Urvashi Nive Naa Preyasi (1979)
- Azhage Unnai Aarathikkiren (1979)
- Soundaryame Varuga Varuga (1980)
- Hare Krishna Hello Radha (1980)
- Mohana Punnagai (1981)
- Ninaivellam Nithya (1982)
- Dil-e-Nadaan (1982)
- Thudikkum Karangal (1983)
- Oru Odai Nadhiyagirathu (1983)
- Prema Sangamam (1984)
- Alaya Deepam (1984)
- Unnai Thedi Varuven (1985)
- Thendrale Ennai Thodu (1985)
- Yaaro Ezhuthiya Kavithai (1986)
- Naanum Oru Thozhilali (1986)
- Kulirkaala Megangal (1986)
- Iniya Uravu Poothathu (1987)
- Premayanam (1988)
- Thanthu Vitten Ennai (1991)

### Sceneggiatore
- Ratha Pasam (1954)
- Ethirparadathu (1954)
- Uttama Puthiran (1958)
- Vidiveli (1960)
- Thennilavu (1961)
- Sumaithangi (1962)
- Nenjil Ore Alayam (1962)
- Nenjam Marappathillai (1963)
- Chittor Rani Padmini (1963)
- Ooty Varai Uravu (1967)
- Nenjirukumvarai (1967)
- Alaigal (1973)
- Vaira Nenjam (1975)
- Mohana Ponnagai (1981)
- Thudikkum Karangal (1983)
- Naanum Oru Thozhilaali (1986)

### Produttore
- Thennilavu (1961)
- Nenjil Ore Alayam (1962)
- Pyar Kiye Jaa (1966)
- Nenjirukumvarai (1967)
- Sivantha Mann (1969)
- Triveni (1970)
- Duniya Kya Jane (1971)
- Gehri Chaal (1973)
- Alaigal (1973)
- Vaira Nenjam (1975)
- Naanum Oru Thozhilaali (1986)

## Premi
- Filmfare Awards
  - 1962: "Best Story" (Nazrana)